# Chaloenus furthi
Chaloenus furthi – gatunek chrząszcza z rodziny stonkowatych, podrodziny Galerucinae.
Gatunek ten opisany został w 2002 roku przez Lwa N. Miedwiediewa.
Chrząszcz o ciele długości 4,8 mm, ubarwiony żółtawobrązowo z zielonkawospiżowymi pokrywami. Niepunktowana, tak szeroka jak przedplecze głowa ma trójkątne, z tyło odgraniczone wciskiem guzki czołowe, płaską przestrzeń międzyczułkową i pionowy nadustek tak szeroki jak długi. Sięgające za połowę pokryw czułki mają trzy nasadowe człony ciemno żółtawobrązowe ze smolistymi szczytami, człony dziewiąty i dziesiąty białe, a pozostałe człony czarne. Przedplecze dwukrotnie szersze niż dłuższe, o bokach prawie prostych. Grube i głębokie punkty na pokrywach tworzą niezbyt regularne rządki. Na tylnym stoku pokryw punktów brak.
Owad znany z filipińskiej wyspy Palawan.